# Aedini
Aedini es una tribu de insectos dípteros. El género típico es Aedes, Meigen, 1818.
Aedini es la mayor tribu de mosquitos con 1256 especies clasificadas en 81 géneros y dos grupos incertae sedis (Aedes sensu auctorum, con 5 especies y Ochlerotatus sensu auctorum, con 69 especies).
Algunos miembros de la tribu tienen una gran importancia como vectores de transmisión de enfermedades a humanos y animales, provocadas por virus y helmintos.

## Características
Las especies de la tribu Aedini son extremadamente variadas, y resulta muy difícil identificar los géneros porque se superponen características anatómicas compartidas. Por lo tanto, se requieren combinaciones de caracteres para definir la mayoría de los géneros, subgéneros y especies. Las características generales de la tribu incluyen la presencia de uñas dentadas en los tarsos y un abdomen puntiagudo en la mayoría de las hembras. Aunque no siempre están presentes, las uñas dentadas en los tarsos, no se encuentran en ninguna otra tribu de Culicinae.
Las larvas son relativamente cortas, sifones robustos con un único par de seta 1-S (excepto en especies de Aedes s.s. y Ochlerotatus subgénero Rusticoidus) insertados bien por encima de la base, normalmente más allá de la mitad del sifón. Presentan siempre un peine en el segmento VIII y el cepillo ventral suele estar formado por cinco o más pares de setas.

## Relaciones filogenéticas
Evidencias morfológicas y moleculares indican que Aedini es un taxón monofilético. Asumiendo que las formas conectadas podrían derivar de un origen híbrido, Belkin creía que los Aedini se diferenciaron en la Región Indomalaya, área del Viejo Mundo donde están presentes la mayor parte de las formas relacionadas. Los géneros de Aedini se separan en dos grandes grupos, el grupo del género Ochlerotatus y el del género Aedes, este último mucho más dividido.

## Distribución y hábitat
Las especies de Aedini se distribuyen por todo el planeta, aunque están mejor representados en el Paleártico y la región Neártica.
Las larvas ocupan una gran diversidad de hábitats. Algunas especies utilizan aguas temporales como charcos, piscinas, depósitos, y las márgenes de zonas encharcadas o pantanosas. Otras especies utilizan huecos en rocas, árboles, axilas de las hojas y flores, plantas jarra y contenedores humanos. Las hembras de muchas especies pican a los humanos, pueden hacerlo tanto de día como de noche.